# Дакоста, Жанин
Жанин Дакоста (фр. Janine Dacosta; 19 марта 1923, Бордо — 13 марта 2021, Мидделбург) — французская пианистка.
Окончила Консерваторию Бордо, ученица Жозефа Тибо, затем Парижскую консерваторию по классу Лазара Леви; училась также у Ива Ната и в Милане у Илонки Декерс.
В 1946 году заняла второе место на Международном конкурсе Лонг и Тибо, в 1951 году выиграла его.
С 1961 году жила и работала в Нидерландах, где вышла замуж за Франуса Виллема Адриансе (1897—1999), адвоката и председателя правления Мидделбургского театра. Профессор Гаагской консерватории. Известна выступлениями в дуэте со скрипачом Тео Олофом и исполнением произведений для фортепиано в четыре руки с Леном де Брукертом.
Записала фортепианные сонаты Карла Марии Вебера, произведения Виллема Пейпера и других нидерландских авторов.